# Roel Valkenborgh
Roel Valkenborgh (Neerpelt, 15 november 1988) is een Belgische handballer.

## Levensloop
Valkenborgh was actief bij Sporting Neerpelt en diens opvolger Sporting NeLo. Vanaf het seizoen 2013-'14 ging hij spelen bij Achilles Bocholt. Tevens was hij als international actief bij het Belgisch handbalteam.
In 2008 werd hij uitgeroepen tot handbalspeler van het jaar. Met Bocholt won hij tweemaal de Beker van België (2015 en 2017) en werd hij eenmaal landskampioen (2017). Tevens won hij met deze club eenmaal de BENE-Liga (2017).
Van beroep is hij leerkracht in het buitengewoon onderwijs. Zijn broer Wout was ook actief in het handbal.